# Záhony
Záhony [ˈzaːhoɲ] ist eine ungarische Stadt im gleichnamigen Kreis im Komitat Szabolcs-Szatmár-Bereg. 1989 erhielt die Gemeinde den Status einer Stadt.

## Geografische Lage

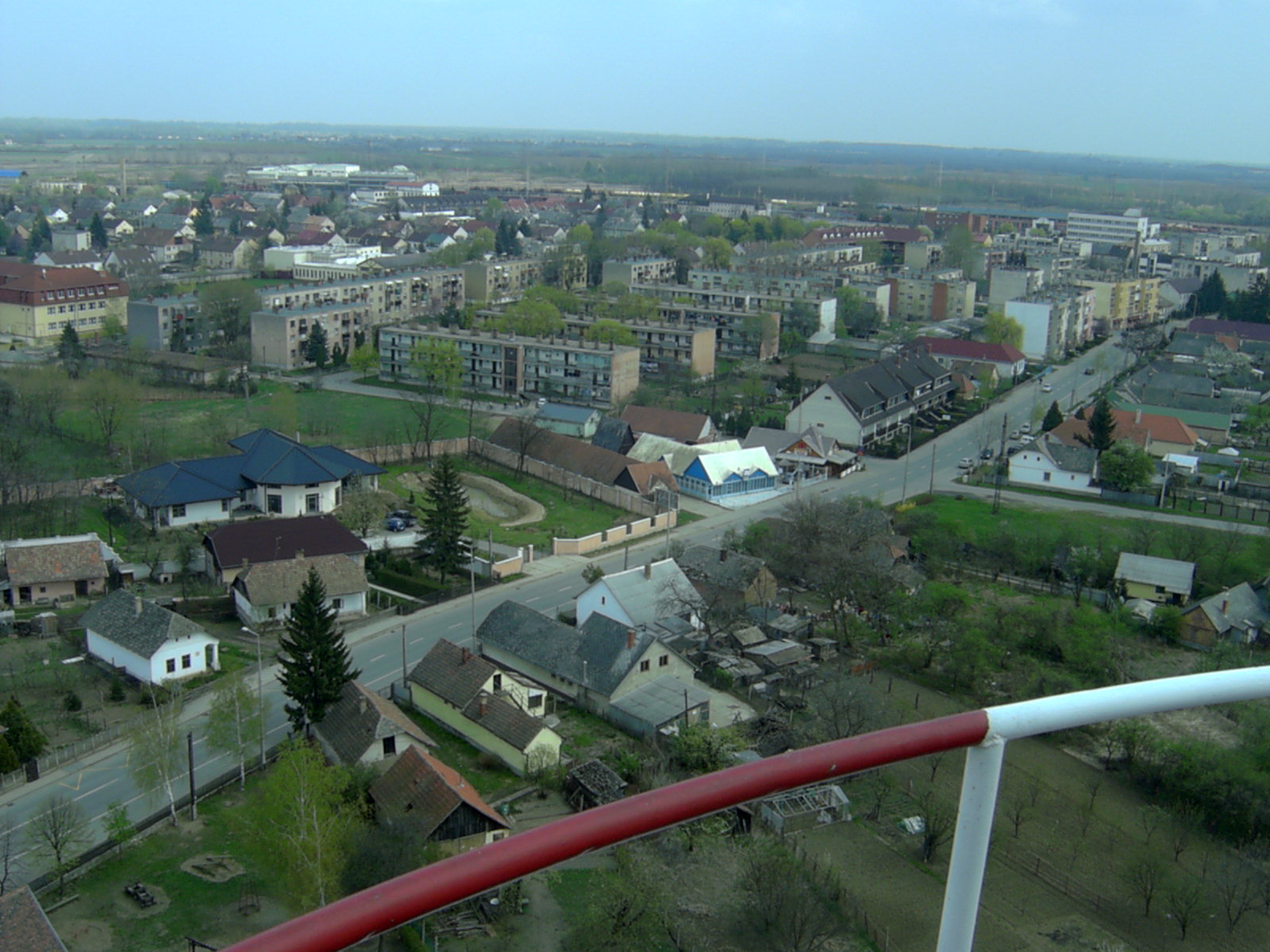
Blick auf Záhony

Záhony liegt im Nordosten Ungarns, 61 Kilometer nordöstlich des Komitatssitzes Nyíregyháza am linken Ufer der Theiß, die die Grenze zur Ukraine und zur Slowakei bildet. Die Theiß ändert hier ihre Fließrichtung von Osten kommend nach Südwesten. Nachbargemeinden sind Zsurk und Győröcske. Am anderen Ufer der Theiß liegen die ukrainischen Orte Solomonowo und Tschop.

## Geschichte
Im Jahr 1907 gab es in der damaligen Kleingemeinde 169 Häuser und 1195 Einwohner auf einer Fläche von 1979 Katastraljochen. Sie gehörte zu dieser Zeit zum Bezirk Kapos im Komitat Ung im Königreich Ungarn.
1873 erhielt Záhony mit der Strecke Nyíregyháza–Ungvár einen Bahnanschluss. Nach dem Ersten Weltkrieg und dem Vertrag von Trianon gehörte das Gebiet nördlich der Theiß zum Staatsgebiet der neu begründeten Tschechoslowakei. Záhony war fortan ein Grenzbahnhof.
Mit dem Ersten Wiener Schiedsspruch gelangte das Gebiet im Oktober 1938 wieder an Ungarn, bis es nach dem Zweiten Weltkrieg im Juli 1945 von der Tschechoslowakei an die Sowjetunion abgetreten und Záhony erneut zum Grenzbahnhof wurde. Da in der Sowjetunion alle Eisenbahnstrecken rasch auf die einheitliche Russische Breitspur (1520 mm) umgebaut wurden, wurden in Záhony die Bahnanlagen umfangreich ausgebaut, es entstanden Umlade- und Umspuranlagen für den Umschlag zwischen Breit- und Normalspur (1435 mm). Záhony entwickelte sich dadurch in kurzer Zeit von einem Dorf zu einer Eisenbahnerstadt, die 1989 den Stadtstatus verliehen bekam.
Seit dem Zerfall der Sowjetunion im Jahr 1991 liegt Záhony an der Grenze zur Ukraine. Der grenzüberschreitende Schienengüterverkehr ging bis Mitte der 1990er Jahre auf ein Fünftel zurück, was sich auf die Bedeutung des Bahnhofes und der Stadt auswirkte.

## Sehenswürdigkeiten
- Brunnen mit Bronzevögeln am Hauptplatz (Főtéri Díszkút), erschaffen 1988 von dem Bildhauer József Kampfl
- Denkmal „Tor des Ostens“ (Kelet Kapuja Emlékmű), erbaut 1986 von dem Bildhauer István Marosits
- Heimatmuseum (Tájház)
- Griechisch-katholische Kirche Keresztelő Szent János születése
- József-Béres-Denkmal
- Reformierte Kirche, erbaut 1805 im Zopfstil
- Römisch-katholische Kirche Szent Erzsébet
- Sándor-Petőfi-Büste
- Skulptur Nő galambbal, erschaffen 1966 von István Tar
- Skulptur Ülő nő, erschaffen 1965 von Árpád Somogyi
- Weltkriegsdenkmal im Petőfi-Park

## Städtepartnerschaften

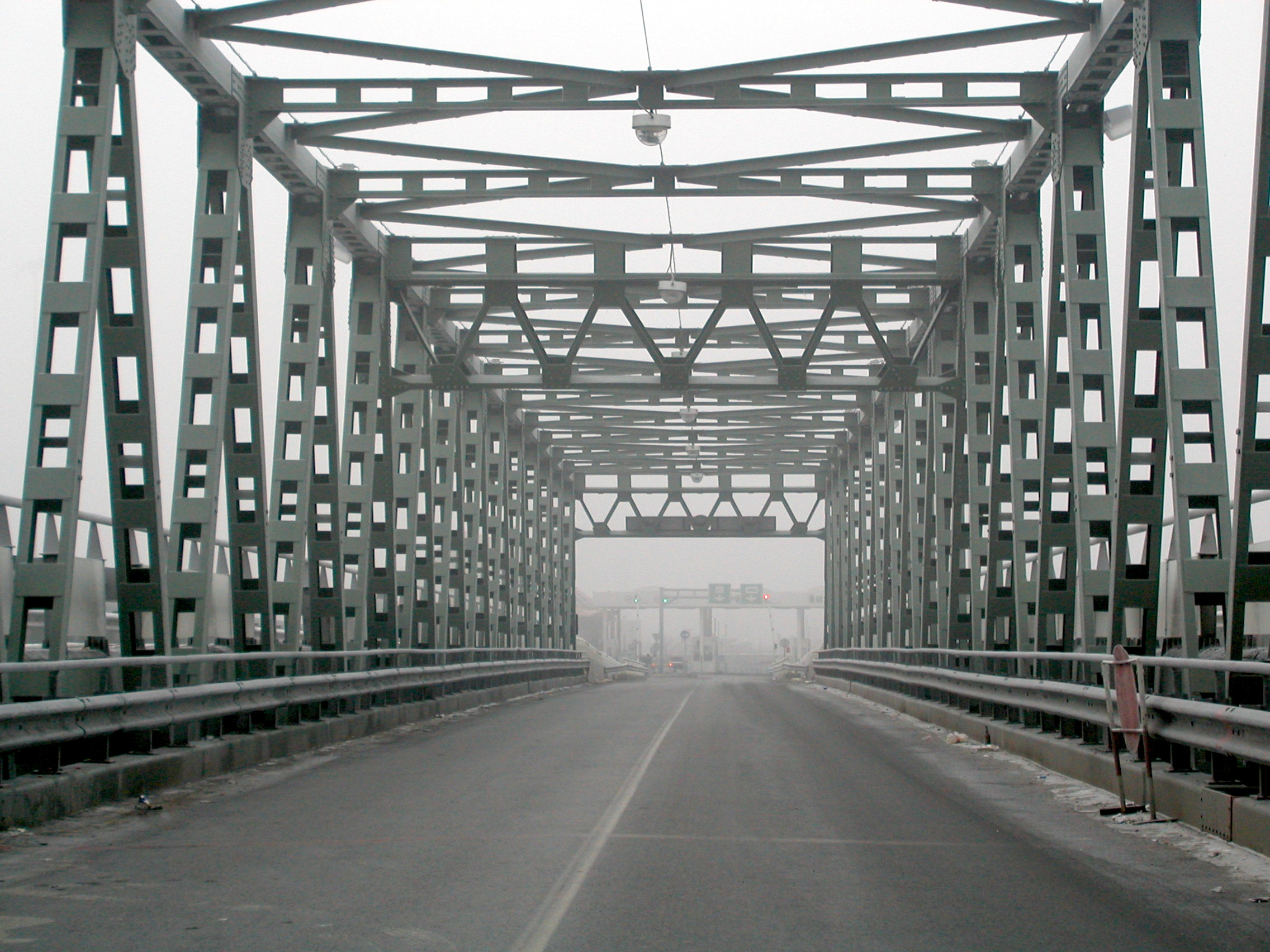
Grenzbrücke über die Theiß nach Tschop in der Ukraine

- Čierna nad Tisou, Slowakei, seit 2008
- Pecica, Rumänien, seit 2015
- Tschop, Ukraine

## Söhne und Töchter der Stadt
- József Béres (1920–2006), Biochemiker
- Pál Csergezán (1924–1996), Grafiker und Illustrator
- Béla Pokol (* 1950), Rechtswissenschaftler, Hochschullehrer und Politiker

## Verkehr

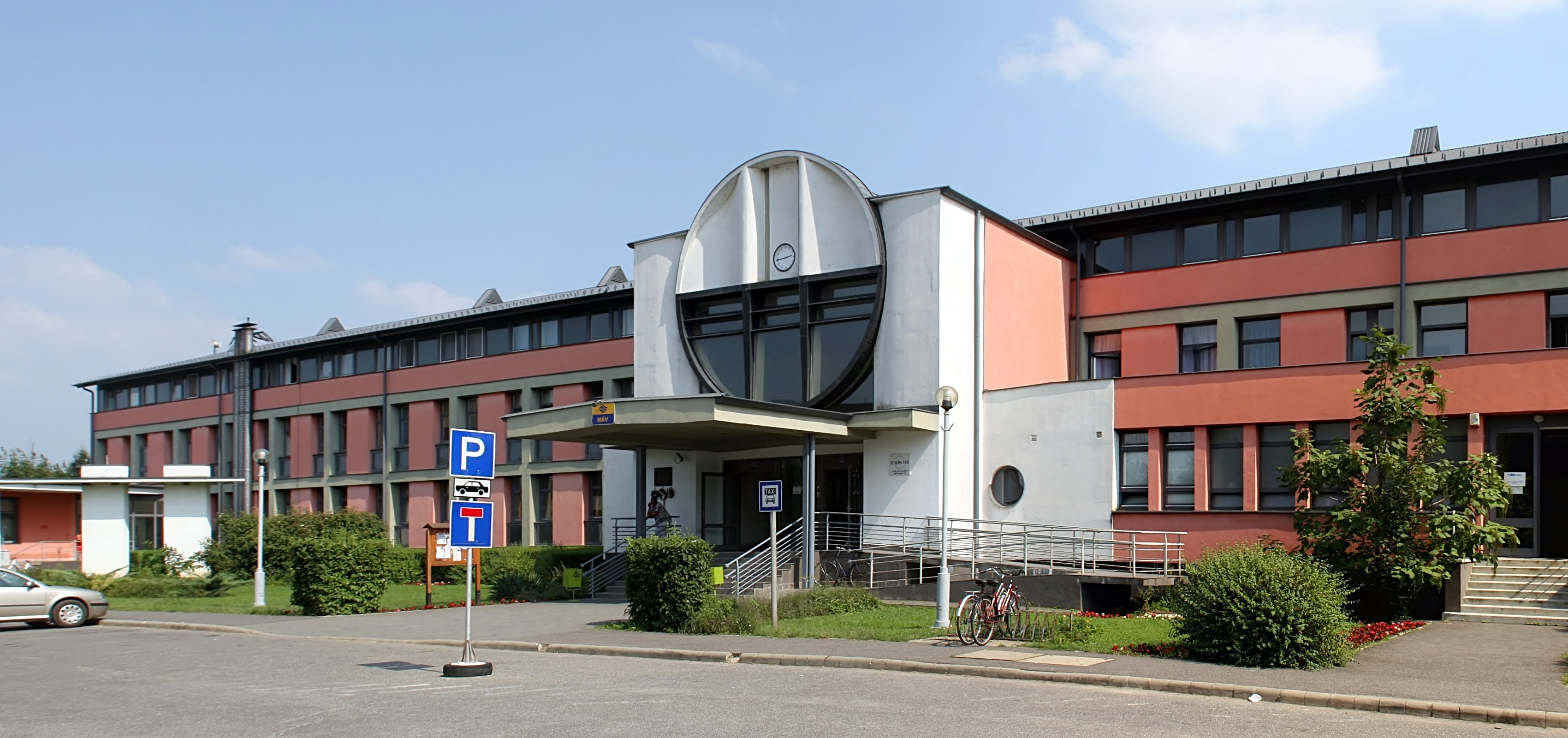
Empfangsgebäude des Bahnhofes Záhony

In der Stadt befindet sich ein Grenzübergang für den Straßen- und Eisenbahnverkehr in die Ukraine. Der grenzüberschreitende Straßengüterverkehr ist stark angestiegen. Westlich der Stadt verläuft die Hauptstraße 4, die in die Ukraine führt.
Von Nyíregyháza oder Debrecen verkehren stündlich Personenzüge nach Záhony sowie einige wenige weiter bis Tschop oder Mukatschewo. Zudem verkehren vier InterCity-Zugpaare von Budapest-Nyugati, von denen eines bis Mukatschewo weiterfährt, sowie ein EuroCity-Zugpaar von Wien Hbf über Budapest-Keleti nach Tschop, welches ukrainische Schlafwagen als Kurswagen nach Kiew mitführt.

## Wirtschaft
Das Intermodal-Terminal von Fényeslitke verfügt über eine Kapazität im Äquivalent von etwa einer Million 20-Fuß ISO-Container. Mit dem russischen Überfall auf die Ukraine 2022 brach der gesamte Fernost-Verkehr weg. Das Terminal verlagerte seine Aktivitäten daraufhin zunehmend auf das Verladen von ukrainischem Getreide und Pflanzenöl.